# Worotniów
Worotniów (ukr. Воро́тнів) – wieś na Ukrainie na terenie rejonu łuckiego w obwodzie wołyńskim. W 2001 roku zamieszkiwana przez 822 mieszkańców.
Nad wsią góruje zbudowana w 1785 roku cerkiew Narodzenia Bogurodzicy. W okolicy znajduje się botaniczny rezerwat „Worotniw”. 
W II Rzeczypospolitej należała do wiejskiej gminy Poddębce w powiecie łuckim w woj. wołyńskim i była zamieszkana przez Ukraińców. Obok znajdowała się kolonia polska utworzona po parcelacji majątku hr. Jezierskiego
Podczas okupacji niemieckiej we wsi znajdował się obóz pracy dla Żydów. W listopadzie 1942 roku Niemcy rozstrzelali 130 więźniów obozu. Zbiegłym Żydom niósł pomoc polski mieszkaniec Worotniowa Florian Kozakiewicz, za co w 1986 roku Instytut Jad Waszem uhonorował go tytułem Sprawiedliwego wśród Narodów Świata.
W 1943 roku w kolonii utworzyła się nieliczna polska samoobrona przed atakami UPA. W czerwcu 1943 w Worotniowie UPA zabiła 7 Polaków, a w listopadzie 1943 roku 12 rodzin ukraińskich posądzanych o sympatie komunistyczne.
Po wojnie wieś weszła w struktury administracyjne Związku Radzieckiego.